# کاپنولاگنیا

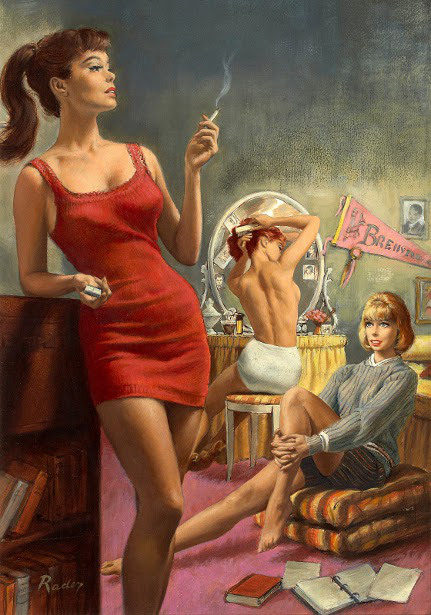
خوابگاه دخترانه، اثر پل رادر، ۱۹۶۳

کاپنولاگنیا (انگلیسی: capnolagnia) یا فتیشیسم دود‌کردن (انگلیسی: Smoking fetishism)  یا دود کردن‌دوستی، یک فتیش جنسی است که بر اساس مصرف ریوی (دود کردن) تنباکو، اغلب از طریق سیگار، سیگار برگ، شاهدانه و همچنین تا حدودی پیپ و قلیان شکل می‌گیرد. به عنوان یک فتیش، عملکردهای مربوط به برانگیختگی جنسی، از طریق مشاهده یا تخیل درمورد فرد دیگری که سیگار می‌کشد، (یا حتی خود فرد) ناشی می‌شود.

## پیش‌زمینه
کاپنولاگنیا یک بیماری تلقی نمی‌شود، بلکه یک عمل جنسی غیرعادی است و بسیاری از افراد دارای کاپنولاگنیا تا زمانی که این رفتار به شدت در زندگی روزمره آنها اختلال ایجاد نکند، به دنبال کمک پزشکی نمی‌روند. بیشتر مردم به سادگی یادمی‌گیرند که فتیش خود را بپذیرند و به شیوه‌ای مناسب به رضایت دست یابند.
یک مطالعه در سال ۲۰۰۳ نشان داد که این فتیش قبلاً موضوع مطالعه دانشگاهی نبوده‌است اما در «چند روزنامه» مورد اشاره قرار گرفته‌است.